# تلوتشال (مقاطعة كلاردشت)
تلوتشال (بالفارسية: تلوچال) هي قرية تقع في قسم كلاردشت الغربي الريفي (مقاطعة كلاردشت) في إيران. يقدر عدد سكانها بـ 205 نسمة بحسب إحصاء 2016.